# キヤノン EOS 5D

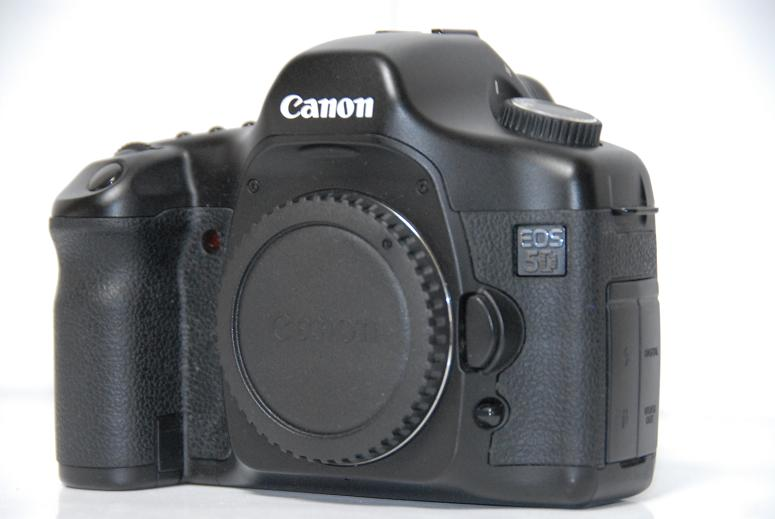
キヤノンEOS 5D

キヤノン EOS 5Dは、キヤノンが2005年8月22日に発表したデジタル一眼レフカメラ。上位機にEOS 1Ds Mark II、EOS 1D Mark III、下位機にEOS 50Dがある。
最初の廉価版35mm判フルサイズカメラであるにもかかわらず、プロ用のカメラに比べて軽量で、発売当時40万円以下の低価格に抑えられたことから注目を集めた。
後継機として2008年11月にEOS 5D Mark IIが、2012年3月に Mark IIIが発売され、2016年9月からはキヤノン EOS 5D Mark IV が後継機種として発売されている。

## 主な仕様
- 撮像素子：35.8 x 23.9mmフルサイズCMOSセンサー
- 有効画素数：約1280万画素（総画素1330万画素）
- 最大解像度：4368 x 2912画素
- 画像エンジン：DIGIC II
- マウント：キヤノンEFマウント（EF-Sシリーズを除く）
- フォーカス：9点オートフォーカス（AIサーボAF使用時のみ動作するアシスト6点AFを合わせて搭載）
- ISO感度：100-1600相当、1/3段ステップ（ISO 50、3200相当の感度拡大が可能）
- シャッター速度：1/8000-30秒（1/3、1/2段ステップ）、バルブ、X=1/200秒、バルブ使用時は別売りのリモートスイッチにより実行可能。
- 測光方式：35分割SPC使用、TTL開放測光（評価測光、部分測光、スポット測光、中央部重点平均測光）
- 露出補正：±2段（1/3、1/2段ステップ）
- ホワイトバランス：オート、太陽光、日陰、くもり、白熱電球、白色蛍光灯、フラッシュ、マニュアル、色温度指定
- ピクチャースタイル：スタンダード、ポートレート、風景、ニュートラル、忠実設定、モノクロ、ユーザー設定
- ファインダー視野率：上下左右とも約96%
- モニタ：23万画素2.5インチTFT液晶モニタ
- E-TTL II自動調光対応
- 最大連写枚数：3枚/秒（JPEG：最大60枚、RAW：最大17枚）
- セルフタイマー 10秒のみ
- ミラー・アップ撮影可能
- 大きさ：152（幅）x113（高さ）x75（奥行）mm
- 重量：810g（本体のみ）
- バッテリーは専用充電式リチウムイオンバッテリー (型番 : BP-511A / 7.4V / 1390mAh) を本体に1個使用。
- バッテリーグリップBG-E4（オプション）装着時は、リチウムイオンバッテリー2個または、単3形電池ホルダー（オプション）にて単3形電池を6個の使用が可能である。縦位置撮影用シャッターボタン、電子ダイヤル、AEロックボタン、AFフレーム選択ボタンが装備され、横位置撮影と同じ使用ができる。バッテリーグリップBG-E4使用時には、カメラ本体のバッテリー蓋はばね式で外せるようになっており、これをバッテリーグリップBG-E4のステー内部に格納できるようになっている。

### キヤノン EOS 5D Mark II
2008年11月下旬に発売されたEOS 5Dの後継機。EOSシリーズ初のフルHDの動画撮影機能を搭載している。有効画素数は約2110万画素、最大連写枚数は3.9枚/秒まで向上した

### キヤノン EOS 5D Mark III
2012年3月22日にEOS 5D Mark IIの後継機として発売された。新開発の画像処理エンジン「DIGIC 5+の搭載により、常用感度が最高ISO25600（拡張で102400）まで引き上げられ、連写速度も6コマ／秒と高速化された。また、フラッグシップ機のキヤノン EOS-1D X同等の61点AF、HDR（ハイダイナミックレンジ）撮影機能が新たに搭載された。

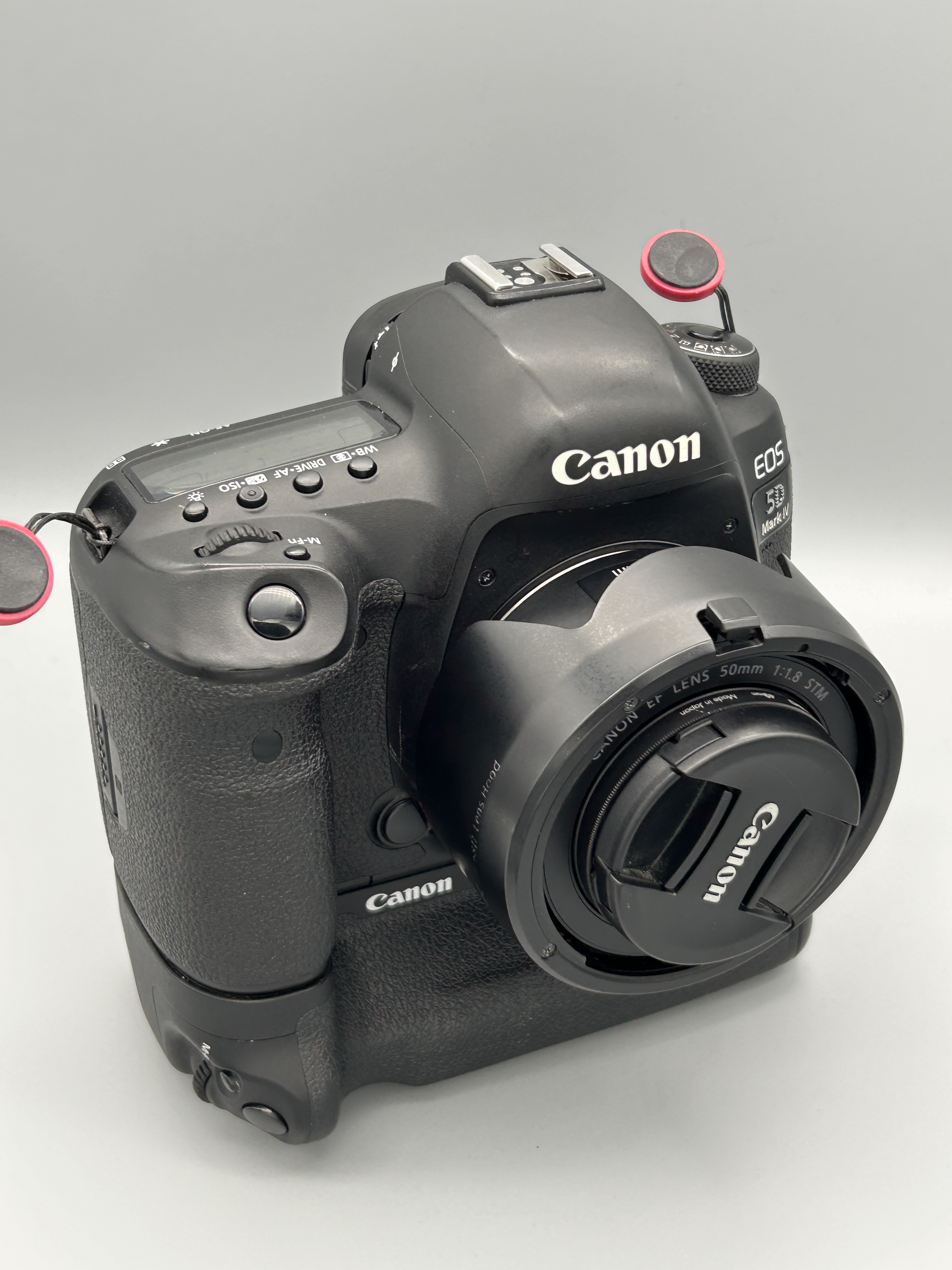
EOS-5D Mark4

### キヤノン EOS 5D Mark IV
2016年9月8日発売
≪高画質・高感度・性能≫
性能：カメラ性能を飛躍的に向上させたDIGIC 6+を搭載
画素数：有効約3040万画素35ｍｍフルサイズCMOSセンサー
高感度：常用ISO感度100～32000を達成。拡張ISOは最高102400。

## 設計上の欠陥
Canon EOS 5D は優れたカメラであったが、撮影しているときに突然ミラーが外れてしまう事態が多々発生した、当初、メーカー側では欠陥を認めずに有償修理として対応していたが、後に設計上の欠陥であることをメーカーが認知し、無償で配送業者が持っていき、ミラーの補修後に顧客に返却するという無償修理と言う後手にまわる事態を招いた。発売当初のミラーは専用の接着剤で3点で止められているだけであった。補修後のミラーは左右に枠が取り付けられて安定するようになった。ただし、最初のミラーよりも極わずかだが、ミラーがせり出しているため、他社のレンズに依ってはミラーに当たり使用できなくなる事もある。その点以外は当時としては大旨良好なカメラである。